# Águeda (telenovela)
Águeda é uma telenovela mexicana, produzida pela Televisa e exibida em 1968 pelo Telesistema Mexicano.

## Elenco
- Angélica María - Águeda
- Antonio Medellín - Ismael
- Blanca Sánchez - Eva
- Héctor Andremar - Don Roque
- José Baviera - Don Germán
- Agustín Isunza - Héctor
- Alicia Montoya - Sofía
- Carlos Riquelme - Vicente
- Fanny Schiller - Clara
- Arturo Martínez - Nico
- Socorro Avelar - Tomasa
- Jesús Casillas - Rubén
- Carlos Rotzinger - Eligio
- Zoila Quiñones - Carmen
- Flor Procuna - Lupe
- Ángela Vil